# Olaf Bär
Olaf Bär (né le 19 décembre 1957 à Dresde) est un baryton d'opéra allemand.

## Biographie
Bär reçoit son éducation musicale à Dresde, où il étudie à la Hochschule für Musik. Sa carrière est centrée sur le répertoire du lied et des rôles de baryton lyrique. Beaucoup de ses premières interprétations de lieder sont accompagnées par le regretté Geoffrey Parsons.
Sa carrière à l'opéra débute en 1981 à Dresde, puis il est membre de la compagnie de l'opéra de Dresde (Semperoper) de 1985 à 1991. Sa voix a été comparée favorablement avec celle de Dietrich Fischer-Dieskau.

## Discographie

### Lieder
- Beethoven, Lieder - Geoffrey Parsons (piano) (septembre 1992, EMI) (OCLC 31992993)
- Brahms
  - Lieder, op. 63, 71, 72, 94 et Vier ernste Gesänge, op. 121 - Helmut Deutsch (piano) (1996, EMI) (OCLC 39010517)
  - Lieder, op. 3, 32, 57, 96, 59, Regenlied, Nachklang - Geoffrey Parsons (piano) (avril 1987, EMI) (OCLC 21015547)
  - Liebslieder-Walzer & Schumann, Spanische Liebeslieder - Barbara Bonney, Anne Sofie von Otter, Kurt Streit, Helmut Deutsch, Bengt Forsberg (août & septembre 1994, EMI)
- Mahler (arr. Schönberg), Lieder eines fahrenden Gesellen - Linos Ensemble (Capriccio, 1999)
- Schubert
  - Die schöne Müllerin (juillet 1986, EMI 7 49334 2) (OCLC 840331572)
  - Winterreise - Geoffrey Parsons (piano) (décembre 1988, EMI 7 49334 2) (OCLC 22135864)
  - Schwanengesang (EMI)
  - Lieder - Geoffrey Parsons (piano) (novembre 1991 et juillet 1992, EMI)
- Schumann
  - Dichterliebe, op. 48 ; Liederkreis, op. 39 - Geoffrey Parsons (piano) (12–14 juillet 1985, EMI CDC 7473972) (OCLC 14175775)
  - Liederkreis, op. 24 et Zwölf Lieder, op. 35 - Geoffrey Parsons (piano) (septembre 1989, Emi) (OCLC 25659502)
  - Myrten, op. 25 - Juliane Banse (soprano), Helmut Deutsch (piano) (juillet 1997, EMI  5 56579 2) (OCLC 53014970)
  - Lieder op.30, 36, 40, 45, 49, 53, 57, 87 - Helmut Deutsch (piano) (février 1996, EMI)
- Hugo Wolf
  - Mörike-Lieder - Geoffrey Parsons (piano) (novembre 1986, EMI) (OCLC 18986598)
  - Spanisches Liederbuch - Anne Sofie von Otter (mezzo-soprano), Geoffrey Parsons (piano) (juillet 1992/février 1993/juin 1994, EMI) (OCLC 887244325)
  - Italienisches Liederbuch - Dawn Upshaw, Helmut Deutsch (piano) (août 1995, EMI)
- Brahms, Beethoven, Schubert - Lieder (1990, EMI) (OCLC 27567077)
- Mozart, Weber, Schubert, Liebeslieder - Geoffrey Parsons (piano) (1995, EMI 5 55345 2) (OCLC 45914802)

### Musique sacrée
- Bach, Oratorio de Noël - Nancy Argenta (soprano), Anne Sofie von Otter (mezzo-soprano), Anthony Rolfe Johnson, Hans Peter Blochwitz (ténors) ; Monteverdi Choir, The English Baroque Soloists, John Eliot Gardiner (janvier 1987, Archiv 423 232-2) (OCLC 17851325)
- Bach, Passion selon saint Jean, BWV 245 - Roberta Alexander (soprano), Marjana Lipovšek (alto), Robert Holl (basse) ; Staatskapelle de Dresde, dir. Peter Schreier (février 1988, Philips 422 088-2) (OCLC 19667681)
- Bach, Passion selon saint Matthieu - Barbara Bonney, Ann Monoyios (sopranos), Anne Sofie von Otter, (contralto), Anthony Rolfe Johnson, Howard Crook (ténors), Michael Chance (contre-ténor), Andreas Schmidt (baryton), Cornelius Hauptmann (basse) ; Monteverdi Choir, The English Baroque Soloists, John Eliot Gardiner (avril 1988, Archiv 427 648-2)[2] (OCLC 20735637)
- Bach, Cantates BWV 56, 82, 158 - Scottish Chamber Orchestra, dir. Peter Schreier (mai 1991, EMI CDC 7 54453 2)[3] (OCLC 27025283)
- Bach, Cantates BWV 32, 61, 62 - Nancy Argenta (soprano), Petra Lang (mezzo-soprano), Anthony Rolfe Johnson (ténor) ; Monteverdi Choir, The English Baroque Soloists, John Eliot Gardiner (janvier 1992, Archiv) (OCLC 29299347)
- Brahms, Ein Deutsches Requiem, Begräbnisgesang, op. 13 -  Lynne Dawson, soprano ; London Classical Players, dir. Roger Norrington (mars 1992, Virgin "Veritas" 5 61605 2/EMI CDC 7 54658 2) (OCLC 42915884)
- Duruflé, Requiem  et Fauré, Requiem - Ann Murray, Richard Eteson, Peter Barley, English Chamber Orchestra, dir. Stephen Cleobury (16–19 décembre 1988, EMI CDC 7 49880 2) (OCLC 22104594)

### Opéras
- Mozart, Così fan tutte - Renée Fleming, Anne Sofie von Otter, Adelina Scarabell, Orchestre de chambre d'Europe, dir. Georg Solti (1996, Decca 444 174-2) (OCLC 34715551)
- Mozart, Die Zauberflöte (Papageno) - Neville Marriner (1989, Philips)
- Mozart, Die Zauberflöte (Sprecher) - London Classical Players, dir. Roger Norrington (1990, EMI) (OCLC 898880587)
- Mozart, Zaide - Lynne Dawson (soprano), Hans Peter Blochwitz, Herbert Lippert (ténors), Christopher Purves (baryton-basse) ; Academy of Ancient Music, dir. Paul Goodwin (17–18 juin 1997, Harmonia Mundi HMU 907205) (OCLC 906569933)
- J. Strauss, Die Fledermaus - Kiri Te Kanawa, Edita Gruberova (sopranos), Brigitte Fassbaender (alto), Richard Leech (ténor), Wolfgang Brendel (baryton) ; Wiener Philharmoniker, dir. André Previn (novembre 1990, Philips Classics 432 157-2) (OCLC 31446992)
- Strauss, Ariadne auf Naxos - Jessy Norman, Edita Gruberova, Julia Varady, Paul Frey, Dietrich Fischer-Dieskau, Rudolf Asmus ; Orchestre du Gewandhaus de Leipzig, dir. Kurt Masur (janvier 1988, Philips, 422 084-2) (OCLC 63157431)
- Strauss, Capriccio (Olivier) - Kiri Te Kanawa, Håkan Hagegård, Uwe Heilmann, Victor von Halem, Brigitte Fassbaender, Werner Hollweg, Hans Hotter ; Wiener Philharmoniker, dir. Ulf Schirmer (décembre 1993, Philips 444 405-2) (OCLC 34842755)
- Wagner, Tristan und Isolde (Kurwenal) - Nina Stemme, Mihoko Fujimura (sopranos), Plácido Domingo, Ian Bostridge, Jared Holt (ténors), René Pape, Matthew Rose (basses) ; Royal Opera House Chorus, Covent Garden ; the Royal Opera House Orchestra, Covent Garden, dir. Antonio Pappano (23 novembre 2004/9 janvier 2005, EMI 5 58006 2) (OCLC 61499524)
- Mozart, Arias - Staatskepelle de Dresde, dir. Hans Vonk (1989, EMI 7 49565 2)